# Blatec (kommun)
Blatec var en kommun (opština) i Nordmakedonien.   Den låg i det som nu är kommunen Vinica, i den östra delen av landet, 100 km öster om huvudstaden Skopje.